# 佐久広域連合消防本部

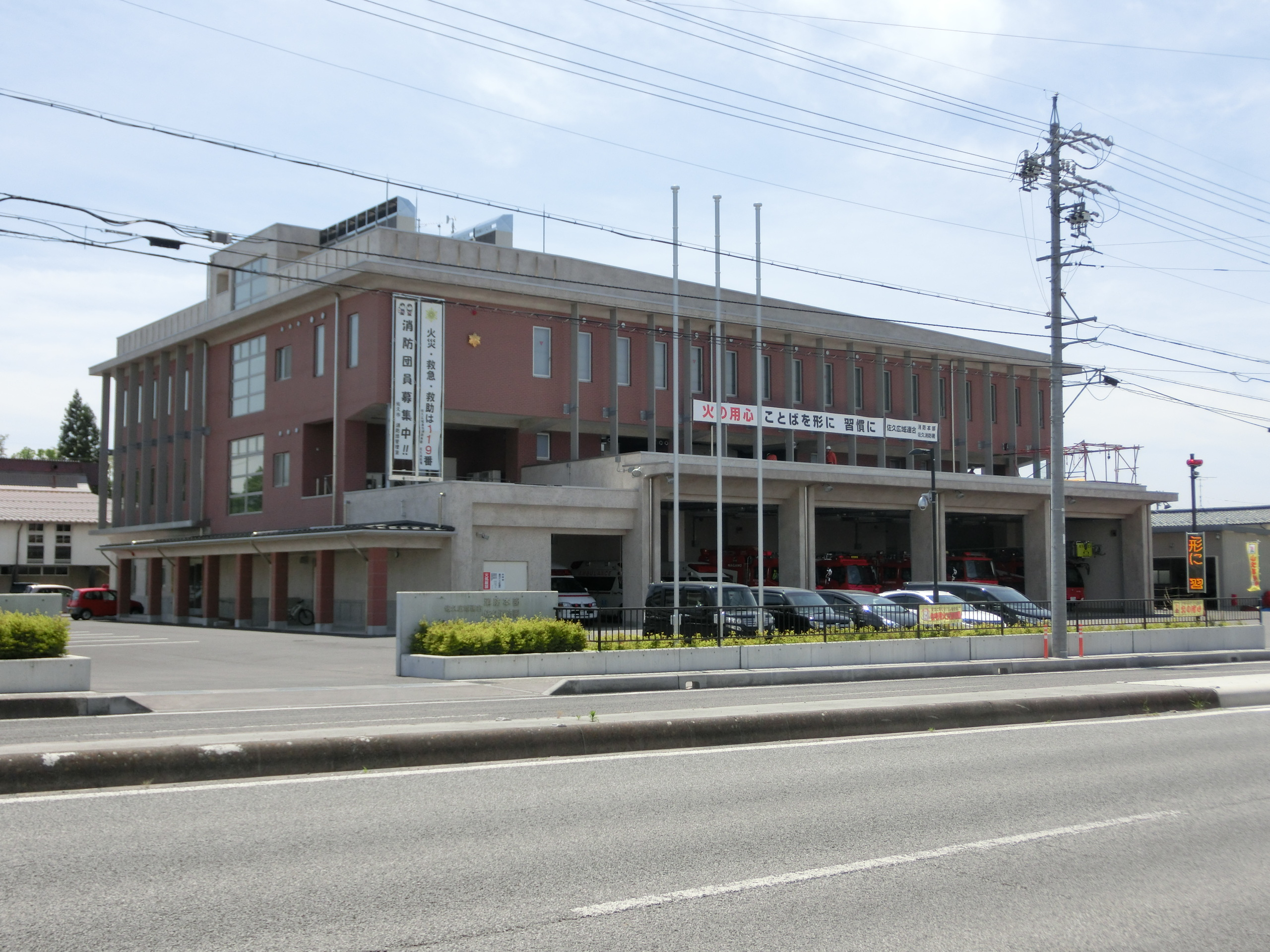
佐久広域連合消防本部

佐久広域連合消防本部(さくこういきれんごうしょうぼうほんぶ)は佐久広域連合を構成する長野県佐久市及び小諸市、北佐久郡軽井沢町・御代田町・立科町、南佐久郡小海町・佐久穂町・川上村・南牧村・南相木村・北相木村による消防組合である。

## 概要
- 消防本部：長野県佐久市中込2947番地
- 管内面積：
- 職員数：
- 消防署：7/分遣所：1
- 消防力
  - 水槽付きポンプ自動車：8
  - 消防ポンプ自動車：6
  - 化学消防車：1
  - 水槽車5トン級：1
  - 水槽車10トン級：3
  - 救助工作車：3
  - 林野工作車：2
  - はしご付消防自動車：1
  - 資機材搬送車：4
  - 指令車：8
  - 救急自動車

## 沿革[1]

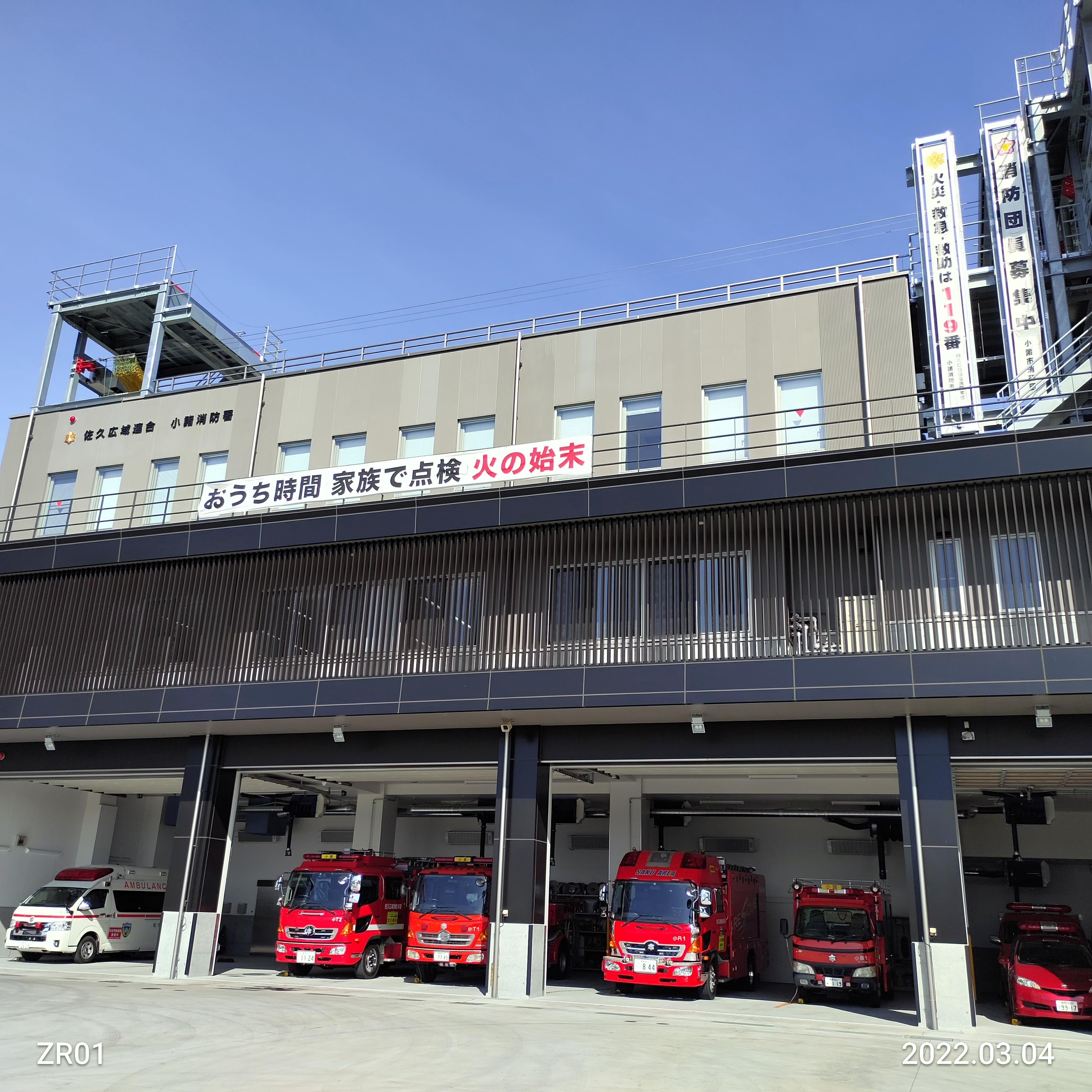
昭和46年10月1日　国の広域市町村圏整備計画に沿って、1消防本部と既設4消防署（小諸・佐久・佐久北・軽井沢）に新設の2消防署（北部・川西）を加え、佐久広域消防が発足
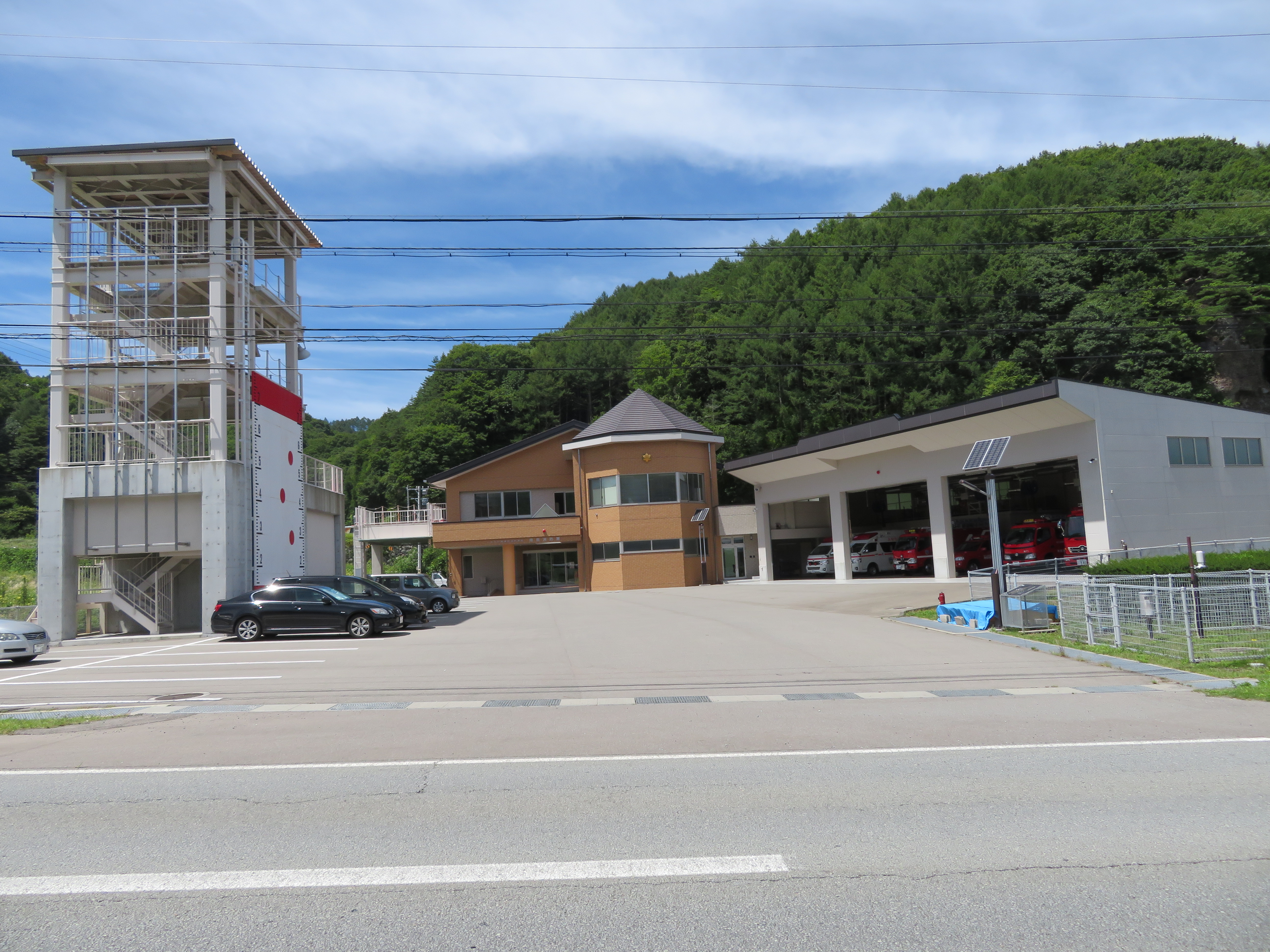
昭和48年4月1日　佐久・佐久北消防署を合併し佐久消防署とし、新たに御代田分署を新設
- 同年9月1日　圏域の南部地区に南部消防署を設置し、川上分遣所を置く
- 昭和49年7月　軽井沢消防署に救急分駐所を設置
- 昭和62年4月1日　御代田分署、御代田消防署に昇格
- 平成12年4月1日　佐久広域連合消防に移行
- 平成13年3月　軽井沢消防署の管轄内中央に庁舎を新築移転したことに伴い、救急分駐所を廃止

## 組織

### 消防署[1]
| 消防署       | 住所                       | 分遣所              |
| ------------ | -------------------------- | ------------------- |
| 小諸消防署   | 小諸市与良町六丁目５番６号 | なし                |
| 佐久消防署   | 佐久市中込3047-1           | なし                |
| 北部消防署   | 佐久市北川399-9            | なし                |
| 川西消防署   | 佐久市協和132-2            | なし                |
| 南部消防署   | 小海町豊里1862             | 川上：川上村原306-1 |
| 軽井沢消防署 | 軽井沢町長倉1706-8         | なし                |
| 御代田消防署 | 御代田町御代田2328-3       | なし                |

- 小諸消防署
- 南部消防署